# 匙盖假花耳
匙盖假花耳（学名：Dacryopinax spathularia）是属于花耳目花耳科假花耳属的一种真菌，生长在针叶树或阔叶树朽木上。该种分布于马达加斯加、马来西亚、中国、日本、巴西、毛里求斯、牙买加、古巴、刚果、印度、印度尼西亚、圭亚那、特立尼达和多巴哥、俄罗斯、苏丹、南非、泰国、美国、菲律宾、新西兰、巴布亚新几内亚、新加坡、斯里兰卡、墨西哥、澳大利亚、台灣等地。